# Prepona lygia
Prepona lygia är en fjärilsart som beskrevs av Hans Fruhstorfer 1904. Prepona lygia ingår i släktet Prepona och familjen praktfjärilar. Inga underarter finns listade i Catalogue of Life.